# Мелководье вокруг Апшеронского полуострова
Мелководье вокруг Апшеронского полуострова (азерб. Abşeron Yarımadasının Dayazsulu Hissəsi, англ. Shallow Water Absheron Peninsula (SWAP)) — геологоразведочный проект разведки нефтегазовых месторождений на мелководье вокруг Апшеронского полуострова в азербайджанском секторе Каспийского моря. 

## История
22 декабря 2014 года между британской нефтегазовой компанией ВР и SOCAR было подписано соглашение о разделе продукции по совместной разведке и разработке потенциальных нефтегазовых месторождений на мелководье.
Компания «Лукойл» в сентябре 2021 года приобрела 25% в проекте у ВР. В январе 2022 года «Лукойл» стала полноправным партнером проекта. 50% доли в проекте принадлежит SOCAR.